# Hiacynta (powieść)
Hiacynta (oryg. wł. Giacinta) – powieść Luigiego Capuany, opublikowana po raz pierwszy w 1879 roku. Jedna z pierwszych włoskich powieści werystycznych; w założeniach autora miała służyć jako wzorzec gatunkowy nowoczesnej powieści naturalistycznej.

## Okoliczności powstania
Hiacynta była pierwszą powieścią Luigiego Capuany, który do tej pory zajmował się krytyką literacką i teorią literatury. W założeniach autora miała być to wzorowa realizacja nowego typu powieści (tj. powieści naturalistycznej lub werystycznej), który wcześniej charakteryzował w swoich esejach jako najdoskonalszy gatunek literacki. Pisząc utwór, Capuana przede wszystkim dążył do pełnego dostosowania go do założeń teoretycznych poetyki naturalistycznej, naśladując twórczość Emila Zoli – jemu też zadedykował dzieło.

## Treść
Główna bohaterka utworu, Hiacynta Marulli, jest córką urzędnika niskiego szczebla, Paolo Marulliego, i jego żony Teresy. Niechciana przez matkę, która stale zdradza swojego męża, człowieka słabego charakteru, wychowuje się na wsi, u wynajętej niańki. Jako dziewczynka zostaje zgwałcona przez parobka Beppe, nie zdaje sobie jednak sprawy z charakteru poniesionej krzywdy. Dopiero po osiągnięciu pełnoletności zaczyna dręczyć ją niejasne poczucie winy i głęboki wstyd. Wewnętrzny kryzys Hiacynty przekłada się na jej irracjonalne zachowanie – chociaż z wzajemnością zakochuje się w Andrzeju Gerace, odmawia poślubienia go, lecz dzięki uzyskanemu spadkowi po dalekim krewnym zawiera małżeństwo ze znacznie starszym od siebie arystokratą, hrabią Giulio. Równocześnie kontynuuje romans z prawdziwym ukochanym.
Naśladując swoją matkę, która całe życie manipulowała słabym i uległym ojcem, Hiacynta wymusza określone zachowania na mężu i kochanku. Odmawia hrabiemu zbliżeń seksualnych, zmusza Andrzeja do porzucenia pracy urzędnika i utrzymywania się wyłącznie z jej pieniędzy i prezentów. Jej stan psychiczny zaczyna jednak ulegać pogorszeniu. Hiacyntę przeraża natarczywość męża, a następnie jego alkoholizm. Jeszcze większych cierpień doznaje widząc, jak Andrzej coraz bardziej się od niej oddala, upokorzony ich relacjami. Bliska obłędu, Hiacynta szuka pomocy u lekarza Felliniego, ten jednak doradza jej jedynie podróże, dzięki którym będzie mogła zapomnieć o swoich kłopotach. Gdy Andrzej ostatecznie zrywa związek z Hiacyntą, kobieta popełnia samobójstwo zażywając kurarę.

## Cechy i recepcja utworu
Hiacynta jest typową powieścią naturalistyczną, przedstawiającą dzieje głównej bohaterki jako naukowe studium („studium psychopatologii”). Powieść wskazuje, iż wszystkie działania postaci tej są motywowane jej pochodzeniem, środowiskiem, w którym się wychowała, a także cechami dziedziczonymi po przodkach; w dalszych latach jej życia wszystkie zachowania Hiacynty determinuje przeżyty gwałt, nawet jeśli bohaterka nie zdawała sobie sprawy z istoty poniesionej krzywdy.
Poetykę naturalistyczną w powieści ma potęgować wprowadzenie do utworu postaci doktora Felliniego, który w finałowej części tekstu bada Hiacyntę i prowadzi z nią rozmowy na temat jej życia. Wzorem dla tego bohatera był Pascal Rougon, lekarz z cyklu powieściowego Zoli Rougon-Macquartowie. Wprowadzenie Felliniego do utworu miało również zapewnić zachowanie zasady bezosobowości i nieingerencji autorskiej w tekst: Capuana zamierzał w ten sposób zatrzeć wrażenie, iż autor nie analizuje beznamiętnie losów Hiacynty, lecz zaczyna współczuć jej w nieszczęściu.
Capuana uważał swoją pierwszą powieść za dzieło o ogromnym znaczeniu. Jego przyjaciel, czołowy pisarz werystyczny Giovanni Verga ocenił utwór entuzjastycznie. Hiacynta nie zyskała jednak uznania wydawcy ani krytyków, którzy zgodnie uznali utwór za „plugawy”, gorszący i słaby pod względem stylu pisania (z tym ostatnim zarzutem zgadzała się również krytyka późniejsza). W związku z tym pisarz opracował drugą wersję powieści, ukończoną dziesięć lat po publikacji pierwszej, nie wprowadzając jednak zasadniczych zmian w treści, a jedynie dopracowując styl i skracając niektóre ustępy.